# Лефочхуе
Лефочхуе (груз. ლეფოჩხუე) — село в Грузії.
За даними перепису населення 2014 року в селі проживає 434 особи.